# Fariborz Sahba
Fariborz Sahba (persan : فريبرز صهبا), né en 1948 à Mashhad (Iran), est un architecte irano-canadien, vivant actuellement entre le Canada et les États-Unis. 

## Éducation

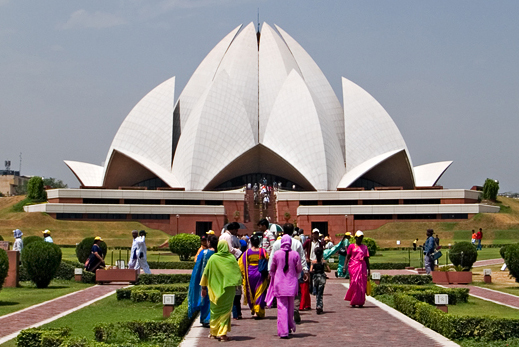
Temple du Lotus de Sahba en Inde.

Sahba est titulaire d'une maîtrise de la Faculté des beaux-arts de l'Université de Téhéran. Dans une interview avec Mithaq Kazimi, il a déclaré qu'à un très jeune âge, sa mère l'avait encouragé à devenir architecte.

### Terrasses du sanctuaire du Báb
En 1987, Fariborz Sahba a été chargé par le Centre mondial bahá'í de concevoir dix-huit terrasses en tant qu'approche majestueuse du sanctuaire du Báb, le héraut martyr de la foi bahá'íe, l'un des lieux les plus saints de la foi bahá'íe. Il a également été nommé chef de projet pour exécuter les projets de construction du Centre mondial bahá'í sur le mont Carmel. Les terrasses du sanctuaire du Báb ont reçu le prix Ephraim Lifshitz 1998 de la municipalité de Haifa et le prix Magshim 1999 du Council for a Beautiful Israel.

## Voir également
- Architecture perse